# Bruins d'Estevan (1957-1971)
Pour les articles homonymes, voir Bruins d'Estevan (homonymie).
Les Bruins d'Estevan sont une équipe de hockey sur glace basée à Estevan en Saskatchewan au Canada.

## Historique
La franchise est créée à la base sous le nom des Indians de Humboldt, avant de déménager en 1957 à Estevan. L'équipe devient alors membre de la Ligue de hockey junior de la Saskatchewan puis de la Canadian Major Junior Hockey League en 1966. Elle remporte la Coupe Ed-Chynoweth en 1968.
En 1971, la franchise déménage à New Westminster dans la Colombie-Britannique et devient les Bruins de New Westminster. Cette même année, une nouvelle équipe reprend le nom de Bruins d'Estevan et joue dans la Ligue de hockey junior de la Saskatchewan.

## Statistiques
| Saison    | PJ | V  | D  | N  | BP  | BC  | Pts | Classement             | Séries éliminatoires       |
| --------- | -- | -- | -- | -- | --- | --- | --- | ---------------------- | -------------------------- |
| 1957-1958 | 51 | 22 | 29 | 0  | 199 | 206 | 44  | 4e de la SJHL          | -                          |
| 1958-1959 | 48 | 30 | 16 | 2  | 207 | 163 | 62  | 2e de la SJHL          | -                          |
| 1959-1960 | 59 | 23 | 33 | 3  | 187 | 257 | 49  | 6e de la SJHL          | Non qualifiés              |
| 1960-1961 | 60 | 36 | 16 | 8  | 279 | 176 | 80  | 2e de la SJHL          | -                          |
| 1961-1962 | 56 | 34 | 10 | 12 | 234 | 127 | 80  | 1er de la SJHL         | -                          |
| 1962-1963 | 54 | 32 | 18 | 4  | 186 | 139 | 68  | 1er de la SJHL         | -                          |
| 1963-1964 | 62 | 35 | 19 | 8  | 259 | 196 | 78  | 1er de la SJHL         | -                          |
| 1964-1965 | 56 | 27 | 26 | 3  | 245 | 211 | 57  | 4e de la SJHL          | -                          |
| 1965-1966 | 60 | 44 | 11 | 5  | 373 | 155 | 93  | 1er de la SJHL         | -                          |
| 1966-1967 | 56 | 33 | 18 | 5  | 273 | 197 | 71  | 2e de la CMJHL         | Défaite en demi-finale     |
| 1967-1968 | 60 | 45 | 13 | 2  | 262 | 169 | 90  | 2e de la WCJHL         | Champion                   |
| 1968-1969 | 60 | 40 | 28 | 0  | 294 | 195 | 80  | 2e de la division Est  | Défaite en demi-finale     |
| 1969-1970 | 60 | 28 | 31 | 1  | 237 | 255 | 57  | 2e de la division Est  | Défaite en quart de finale |
| 1970-1971 | 66 | 41 | 20 | 5  | 283 | 201 | 87  | 1er de la division Est | Défaite en quart de finale |